# 维尔-乌德莱蒙
维尔-乌德莱蒙（法語：Ville-Houdlémont，法語發音：[vil udlemɔ̃]；戈姆方言：Ville-dvant-Sinû）是法国默尔特-摩泽尔省的一个市镇，属于布里埃区。该市镇由维尔（Ville）与乌德莱蒙（Houdlémont）两个村庄组成。

## 地理
维尔-乌德莱蒙（49°32'40"N, 5°38'54"E）面积6.09 平方千米，位于法国大東部大區默尔特-摩泽尔省，该省份为法国东北部内陆省份，是洛林的一部分，北邻比利时、卢森堡，北起顺时针与摩泽尔省、下莱茵省、孚日省和默兹省接壤。
与维尔-乌德莱蒙接壤的市镇（或旧市镇、城区）包括：维尔通、米松、科讷和罗曼、戈尔西、圣庞克雷。

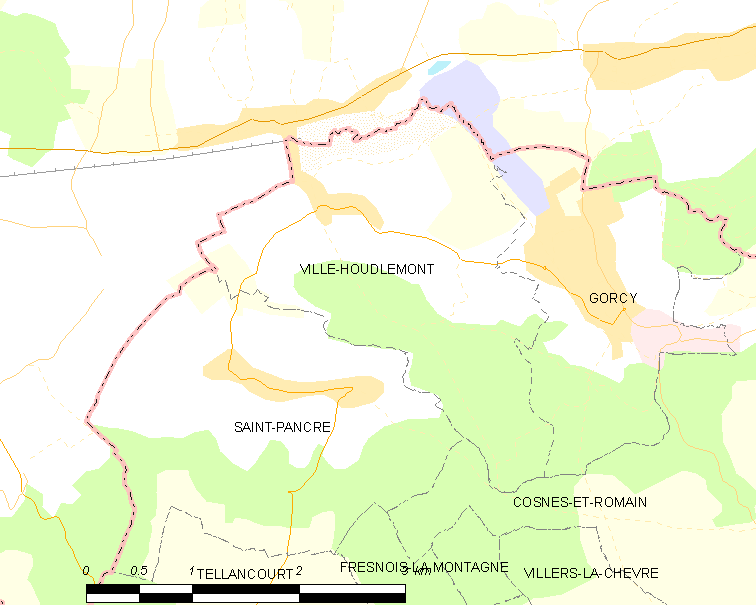
维尔-乌德莱蒙的OSM定位图

维尔-乌德莱蒙的时区为UTC+01:00、UTC+02:00（夏令时）。

## 行政
维尔-乌德莱蒙的邮政编码为54730，INSEE市镇编码为54572。

## 政治
维尔-乌德莱蒙所属的省级选区为蒙圣马丹县。

## 人口

1962-2008年间维尔-乌德莱蒙人口变化图示

维尔-乌德莱蒙于2022年1月1日时的人口数量为705人。